# Кыдьма
Кыдьма — река в России, протекает по Лешуконскому и Пинежскому районам Архангельской области.
Длина реки составляет 61 км.
Берёт исток на высоте более 126,9 м над уровнем моря. Генеральное направление течения — север. Имеет левый приток — ручей Берёзовый. Устье реки находится в 3 км от устья реки Большой Чёлас по левому берегу.

## Данные водного реестра
По данным государственного водного реестра России относится к Двинско-Печорскому бассейновому округу, водохозяйственный участок реки — Мезень от истока до водомерного поста у деревни Малонисогорская. Речной бассейн реки — Мезень.
Код объекта в государственном водном реестре — 03030000112103000048679.